# Atractus major
Atractus major — вид змій родини полозових (Colubridae). Мешкає в Південній Америці.

## Поширення і екологія
Atractus major широко поширені на території Бразильської Амазонії, Колумбії, Еквадору, Перу, Болівії і Венесуели. Вони живуть у вологих рівнинних тропічних лісах Амазонії, на узліссях і берегах струмків, трапляються в сухих чагарникових заростях, на полях і плантаціях, в садах. Зустрічаються на висоті до 900 м над рівнем моря. Живляться дощовими черв'яками, відкладають яйця.